# 上明
上明（1081年）是大理国皇帝段寿辉的年号，共计1年。
雲南文獻皆作「上明」，唯倪輅《南詔野史》作「太明」。
起訖年，方詩銘、李崇智、段玉明、李家瑞、王雲、黃德榮皆作1081年。

## 年號及改元出處
- 倪輅《南詔野史》：「宋元豐三年（1080）立，改元太明。」
- 胡蔚《增訂南詔野史》：「宋神宗庚申元豐三年（1080）即位。明年（1081），改元上明。……是年，……遂禪位於思廉之孫正明，計輝在位一年。」
- 王崧《雲南備徵志》：「宋神宗元豐三年（1080）即位，改元上明。……是年，……二年（1081），帝因天變禪位，在位二年。」
- 諸葛元聲《滇史》：「段氏十二世壽輝，宋神宗元豐三年庚申歲（1080）立，改元上明。……壽輝在位一年。」
- 李京《雲南志略》：「思平五世孫暉壽立，改元上明，在位一年。」
- 楊慎《滇載記》：「壽輝立二年，改元曰上明。」
- 馮蘇《滇考》：「壽輝立，改元上明。……壽輝立二年，逼于高氏，不自安，避位為僧。」
- 《白古通記淺述》：「連義侄名壽輝立。」

## 纪年對照表
| 上明 | 元年   |
| ---- | ------ |
| 公元 | 1081年 |
| 干支 | 辛酉   |

## 同期存在的其他政权年号
- 中國
  - 元豐（1078年－1085年）：宋朝－宋神宗趙曙之年號
  - 大康（1075年－1084年）：遼朝－遼道宗耶律洪基之年號
  - 大安（1075年－1085年）：西夏－夏惠宗李秉常之年號
- 越南
  - 英武昭勝（1076年－1084年）：李朝－李乾德之年號
- 日本
  - 承曆（1077年－1081年）：白河天皇之年号
  - 永保（1081年－1084年）：白河天皇之年号